# Rose Hudson-Wilkin
Rose Josephine Hudson-Wilkin CD MBE KHC (nascida em 19 de janeiro de 1961, em Montego Bay, na Jamaica) é uma bispa anglicana britânica, que é bispa sufragânea de Dover, na diocese de Canterbury - em substituição ao arcebispo - desde 2019: ela é a primeira mulher negra a se tornar bispa da Igreja da Inglaterra. Ela serviu como capelã do presidente da Câmara dos Comuns de 2010 a 2019, e anteriormente no Exército da Igreja e depois no ministério paroquial.

## Início de vida
Nascida em Montego Bay, na Jamaica, Rose foi criada por seu pai e sua tia Pet, tendo sua mãe partido para a Inglaterra quando ela nasceu. Ela não encontrou sua mãe novamente até os nove anos. Ela foi educada na Montego Bay High School, uma escola secundária só para meninas em Montego Bay, na Jamaica. Rose tinha 14 anos quando decidiu ingressar no ministério e, em uma entrevista de 2012 ao Daily Telegraph, ela disse: "Eu simplesmente tive essa sensação avassaladora de que era chamada a fazer isso."

## Ordenação ministerial
Em 1982, Rose viajou para o Reino Unido para estudar na faculdade Church Army, em West Midlands. Mais tarde, ela treinou no Curso de Treinamento Ministerial de West Midlands, em preparação para o ministério ordenado, sendo diácona na Igreja da Inglaterra, durante o Petertide de 1991 (que é uma festividade que ocorre no domingo mais próximo do Dia de São Pedro, tendo sido em 30 de junho no ano de 1991), por Keith Sutton, Bispo de Lichfield, na Catedral de Lichfield. De 1991 a 1994, ela serviu como diácona paroquial da Igreja de São Mateus, em Wolverhampton, em West Midlands, na Inglaterra. Ela foi ordenada sacerdote em 23 de abril de 1994 (por Sutton, na Catedral de Lichfield), nas primeiras semanas em que a Igreja da Inglaterra ordenou mulheres ao sacerdócio. Permanecendo na Igreja de São Mateus, ela serviu como curadora de 1994 a 1995.
De 1995 a 1998, Hudson-Wilkin foi curadora assistente da Igreja de St Andrew, em West Bromwich. Durante esse tempo, ela também trabalhou com o Comitê para Preocupações Anglicanas em prol dos Negros, fundado depois que o relatório Faith in the City foi publicado, em 1985, e trabalhou para combater o racismo na Igreja da Inglaterra. Desde então, foi substituído pelo Comitê para Preocupações Anglicanas Étnicas de Minorias.
Em 1998, ela assumiu o cargo de vigária da Holy Trinity Church, em Dalston, e da All Saints Church, em Haggerston, uma paróquia do centro da cidade em Hackney, Londres. Foi nomeada capelã da rainha em 2008. Em 2010, Hudson-Wilkin foi nomeada capelã do presidente da Câmara dos Comuns, além de seu trabalho paroquial. Em março de 2013, ela foi empossada como prebendária da Catedral de São Paulo em reconhecimento a "seu serviço à Igreja, à comunidade e, mais recentemente, como capelã do presidente da Câmara dos Comuns". Em outubro de 2014, foi anunciado que ela se tornaria a sacerdotisa responsável por St Mary-at-Hill, na cidade de Londres. Rose Hudson-Wilkin se mudou para sua nova paróquia em novembro de 2014, mantendo seus compromissos adicionais.
Entre novembro de 2014 e o final de 2019, ela foi a sacerdotisa encarregada de St Mary-at-Hill, cidade de Londres, além de ocupar o cargo de capelã do presidente da Câmara dos Comuns, bem como vigária na Abadia de Westminster e Capelã da Rainha. Em 2012, ela foi considerada uma das primeiras mulheres a se tornar bispas na Igreja da Inglaterra. Em 19 de maio de 2018, Rev. Hudson-Wilkin foi uma das várias líderes religiosas a liderar as orações no casamento do príncipe Harry e Meghan Markle, na Capela de São Jorge, Windsor.

### Bispa de Dover
Em 28 de junho de 2019, Rose Hudson-Wilkin foi anunciada como a próxima bispa de Dover, para administrar a diocese de Canterbury em nome do arcebispo de Canterbury. Como bispa sufragânea, o Bispo de Dover tem autoridade delegada pelo Arcebispo de Canterbury para supervisionar a Diocese de Canterbury como se fosse o bispo diocesano; ela assumiu sua sé imediatamente antes de sua consagração, que estava marcada para 19 de novembro de 2019 na Catedral de São Paulo. A cobertura da imprensa sobre o anúncio observou que ela seria a primeira mulher negra a se tornar bispa da Igreja da Inglaterra; Guli Francis-Dehqani foi a primeira mulher de minoria étnica a se tornar bispa, em 2017.
Em 19 de novembro de 2019, Hudson-Wilkin foi consagrada bispa pelo arcebispo Justin Welby, na Catedral de São Paulo. Ela foi empossada como Bispo de Dover durante um serviço religioso na Catedral de Canterbury, em 30 de novembro de 2019.
Hudson-Wilkin foi nomeado Membro da Ordem do Império Britânico (MBE) nas Honras de Ano Novo de 2020 por "serviços aos jovens e à Igreja". Ela também foi listada na Powerlist de 2020 e 2021 como uma das 100 pessoas mais influentes do Reino Unido de ascendência africana/afro-caribenha. Em 6 de fevereiro de 2023, ela foi nomeada Bencher Honorária do Lincoln's Inn e, em 23 de março de 2023, ela deu a Palestra de Ouro dos Haberdashers na Igreja de St Bartholomew-the-Less na cidade de Londres. Em maio de 2023, Hudson-Wilkin participou da coroação do rei Carlos III, uma das três bispas a fazê-lo.
Em janeiro de 2024, oficiou o funeral de William Brown, um menino de sete anos que morreu em um suposto acidente de atropelamento, na Igreja de St Mary e St Eanswythe em Folkestone, dentro de sua jurisdição episcopal.

## Atenção pública

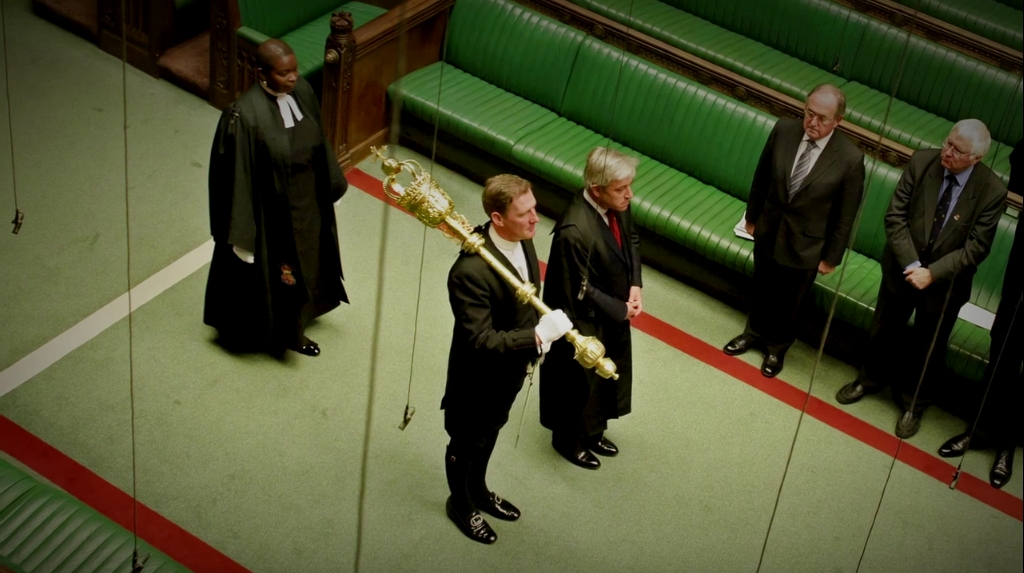
Na Câmara em 2012

Depois de assumir seu papel paroquial em Hackney, Hudson-Wilkin organizou um protesto no telhado da igreja com seu pároco para destacar a necessidade de fundos para consertar a estrutura do prédio. Falando na Desert Island Discs em janeiro de 2014, ela disse que com tanto desenvolvimento acontecendo em Hackney, ela estava tentando chamar a atenção para a situação da igreja, que tinha um vazamento no telhado, acrescentando que gostaria de ter ficado um pouco mais tempo no telhado, pois o protesto atraiu doações para seu conserto.
Hudson-Wilkin chamou mais a atenção como a primeira mulher negra a ocupar o papel de capelã da rainha. Quando ela foi nomeada para a Câmara dos Comuns, algumas pessoas alegaram que isso foi um ato politicamente correto por parte do presidente da Câmara, John Bercow. No final das contas, o papel tradicional foi dividido em dois com Hudson-Wilkin permanecendo em sua paróquia de Hackney e atendendo aos Comuns por meio de orações e serviços diários em St Mary Undercroft, enquanto Andrew Tremlett assumiu o cargo de Cônego de Westminster e Reitor de St Margaret's, Westminster.
Em entrevista ao The Observer, um ano após sua nomeação para a Câmara dos Comuns, Hudson-Wilkin comentou que gostaria de ver uma atitude mais civil entre os parlamentares: "Na verdade, essa é minha oração secreta: o mundo está olhando e eu apenas acredito que eu gostaria de ver uma mudança na forma como lidam com a escuta e a forma como falam uns com os outros." Hudson-Wilkin atualizou as orações tradicionais do século XVII antes dos debates parlamentares, introduzindo a menção de eventos atuais, também fazendo uma oração em nome do Dia Internacional da Mulher em 2010, que supostamente atraiu reclamações ao presidente por alguns parlamentares.
Crítica do que ela descreveu como racismo institucional na igreja, ela também falou sobre o casamento gay, dizendo ao The Times que a igreja é "obcecada por sexo" e há muitas questões mais importantes.
Durante sua entrevista na Desert Island Discs, Hudson-Wilkin foi questionada sobre a proposta de ordenação de mulheres como bispas e disse: "Acredito que mantemos certos preconceitos sobre certas coisas e acreditamos que sejam verdadeiras... O que eu quero é que as pessoas estejam abertas às possibilidades de que suas mentes possam ser mudadas." Ela acrescentou: "Eu acho que a igreja tem sido a mais pobre, na verdade, por não ter os dons das mulheres – homem e mulher – em sua liderança."
Em um episódio do programa da BBC The Big Questions, que foi ao ar em janeiro de 2015, discutindo a falta de reconhecimento legal para casamentos humanistas, Hudson-Wilkin caracterizou repetidamente os humanistas como "anti-religiosos" e expressou perplexidade com o fato de humanistas quererem se casar, dizendo "Casamento é um ato sagrado. Vemos isso como um presente de Deus, então não é algo que pensamos que alguém simplesmente se levanta, fica na frente e diz: vou me casar com você. Se os humanistas são antirreligiosos, não entendo por que você quer manter e fazer todas as coisas que a religião faz."

## Vida pessoal
Ela conheceu seu marido, o Reverendo Kenneth Wilkin, quando ela estava treinando no Church Army College. Atualmente, ele é capelão na prisão HM Downview, perto de Banstead, em Surrey. O casal tem duas filhas e um filho.